# Jan Bulthuis
Jan Bulthuis (Groningen, gedoopt 30 oktober 1750 – Amsterdam, 29 mei 1801 was een Nederlandse tekenaar en schilder.

## Leven en werk
Bulthuis werd op 30 oktober 1750 in de Groningse Martinikerk gedoopt als zoon van Claas Bulthuis en Wemeltien Huising. Het gezin woonde in de Stoeldraaierstraat aldaar. Als schilder werd hij opgeleid door Jurriaen Andriessen en als tekenaar door Johannes Wieringa. Aanvankelijk schilderde hij landschappen op behangsels. Later ging hij zich toeleggen op het tekenen van stads- en dorpsgezichten. Hij was werkzaam in Groningen en vanaf 1780 in Amsterdam. In 1785 schreef hij zich in bij de Stadstekenacademie aldaar en won er een gouden medaille. Hij maakte de tekeningen voor de "Tegenwoordigen staat der Vereenigde Nederlanden", waarvan Carel Frederik Bendorp de gravures verzorgde. Tevens maakte hij een serie tekeningen voor de Beschrijving van de Zaanlandsche dorpen van Adriaan Loosjes, dat in 1794 werd uitgegeven. Zijn tekeningen zijn ook opgenomen in het in 1968 gepubliceerde "Friese "Vaderlandsche gezichten"".
Bulthuis overleed op 50-jarige leeftijd.

## Galerij met enkele werken van Bulthuis

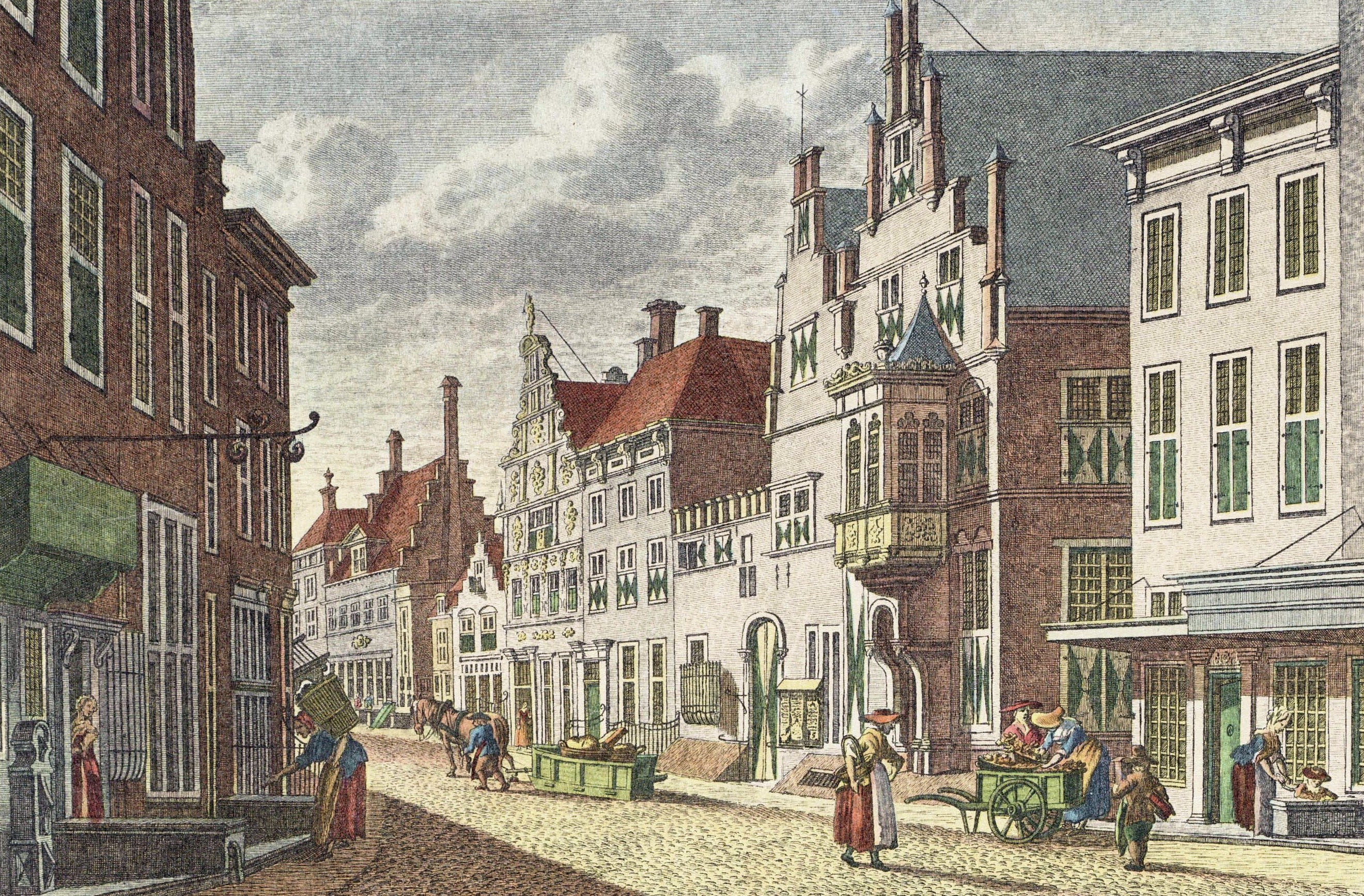
West-Indisch Huis in Middelburg
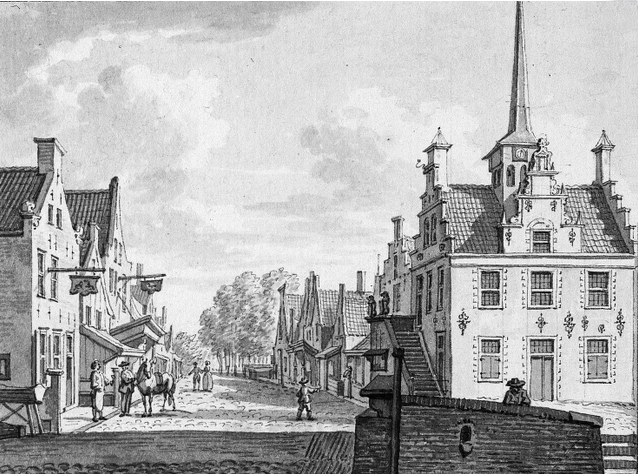
Het Rechthuis (raadhuis) van Balk (ca. 1785)
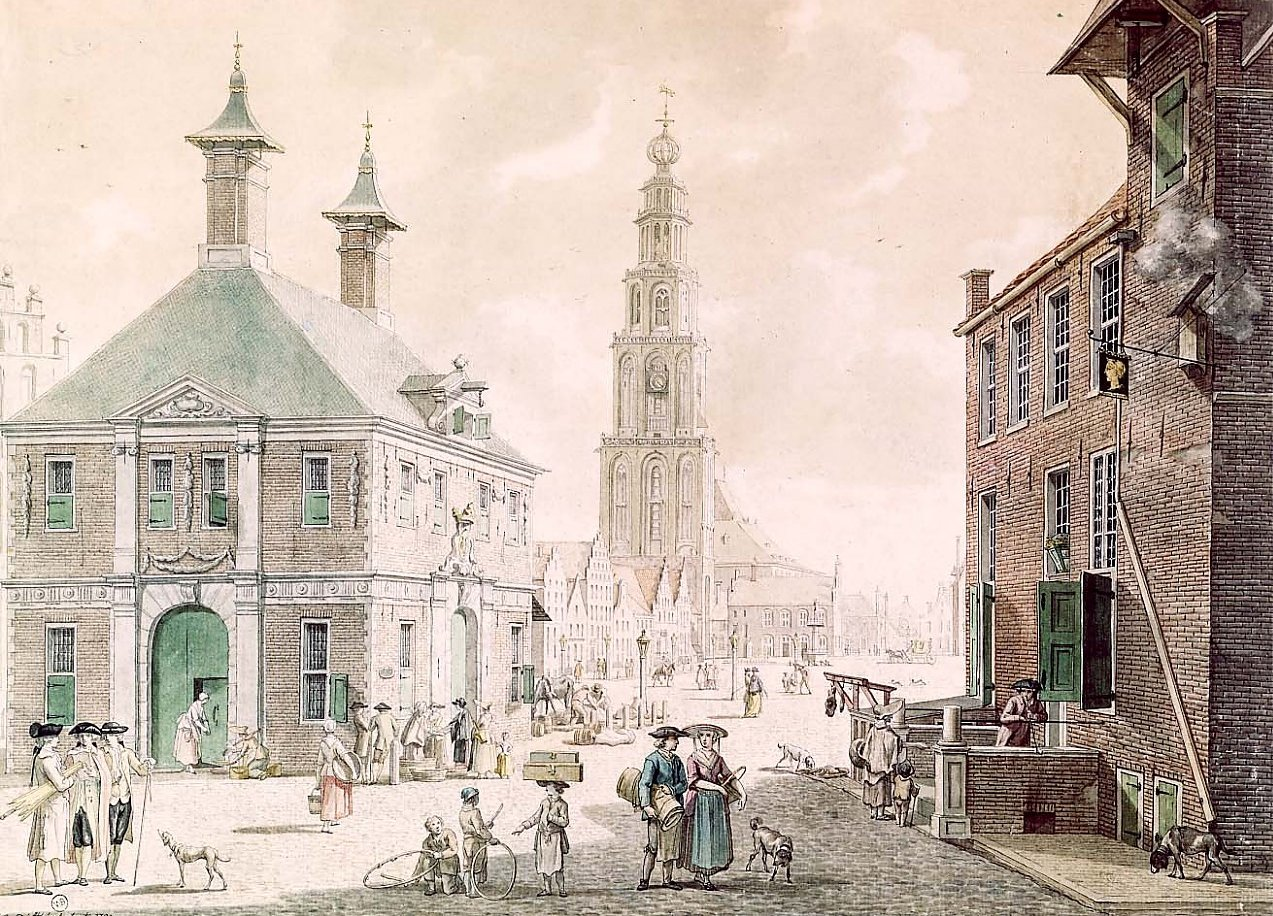
Grote Markt (Groningen) (1782)

- Bibliothèque nationale de France: cb14954545m (data)
- Biografisch Portaal: 22385441
- Digitale Bibliotheek voor de Nederlandse Letteren: bult010
- Gemeinsame Normdatei: 103842724X
- International Standard Name Identifier: 0000 0000 6656 4520
- KulturNav: 558a7c92-0b32-4c15-9cb1-55a3ec9d7447
- Nederlandse Thesaurus van Auteursnamen: 089235193
- RKD-Nederlands Instituut voor Kunstgeschiedenis: 14008
- SNAC: w6tr3qk9
- Système universitaire de documentation: 192363719
- Union List of Artist Names: 500026621
- Virtual International Authority File: 7656225
- WorldCat: E39PBJdgRXTW3v76D4X8vGWqwC